# Coalisland

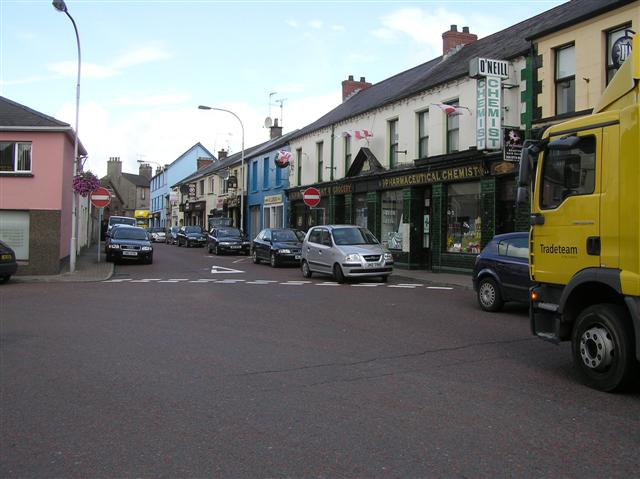
Coalisland

Coalisland (iriska: Oileán an Ghuail) är ett samhälle i distriktet Mid Ulster och grevskapet Tyrone i Nordirland. Samhället hade år 2001 totalt 4 917 invånare.
Precis som namnet antyder var staden ett centrum för kolbrytning och har även gjort sig känt för att vara födelseplatsen för den kända snookerspelaren Dennis Taylor.